# Ameerega bilinguis
Ameerega bilinguis – gatunek płaza bezogonowego z rodziny drzewołazowatych (Dendrobatidae).

## Taksonomia
Wcześniej łączony z Ameerega parvula.

## Występowanie
Zamieszkuje południowo-zachodnią Kolumbię, północno-wschodni Ekwador i północne Peru. Zasięg występowania obejmuje kilka obszarów chronionych, w tym Park Narodowy Yasuni w Ekwadorze.
Nie lubi zbyt wysokich gór, bytując na wysokości od 125 do 800 m n.p.m. Jest dość liczny w lesie pierwotnym, pojawia się także we wtórnym. Żyje w leśnej ściółce w bliskości strumieni. Zamieszkuje także lasy okresowo zalewane, a nawet plantacje bananów. Nie lubi jednak środowisk przekształconych przez człowieka.

## Rozmnażanie
Jaja składane są w ściółce, a obowiązek przetransportowania ich do środowiska wodnego spada na barki samca. Umieszcza on je w zbiorniku, który często jest tymczasowy. W nim to kijanki przeobrażają się.